# Piłka nożna na Światowych Wojskowych Igrzyskach Sportowych 2015 – turniej mężczyzn
Piłka nożna mężczyzn na Światowych Wojskowych Igrzyskach Sportowych 2015 – turniej w piłce nożnej, który odbył się w koreańskim Mungyeongu w dniach 30 września–10 października 2015 roku podczas igrzysk wojskowych. 
W turnieju brało udział łącznie 10 drużyn męskich, które w pierwszej rundzie rywalizowały w dwóch grupach. Zwycięzcy grup walczyli o 1. miejsce, z drugich miejsc grali o brązowy medal.

## Uczestnicy
- Algieria
- Brazylia
- Egipt
- Francja
- Gwinea
- Kanada
- Katar
- Korea Południowa
- Oman
- Stany Zjednoczone

## Faza grupowa
| Legenda | Legenda                |
| ------- | ---------------------- |
|         | Finał                  |
|         | Mecz o 3. miejsce      |
|         | Mecze o miejsca 5 – 10 |

### Grupa A
| Zespół            | Pkt | M | W | R | P | Br+ | Br− | +/− |
| ----------------- | --- | - | - | - | - | --- | --- | --- |
| Algieria          | 12  | 4 | 4 | 0 | 0 | 11  | 3   | +8  |
| Korea Południowa  | 9   | 4 | 3 | 0 | 1 | 11  | 3   | +8  |
| Katar             | 6   | 4 | 2 | 0 | 2 | 7   | 7   | 0   |
| Francja           | 1   | 4 | 0 | 1 | 3 | 1   | 4   | −3  |
| Stany Zjednoczone | 1   | 4 | 0 | 1 | 3 | 2   | 18  | −16 |

| 30 września 2015 11:00 (UTC+09:00) | Korea Południowa · D.K. Jo 3', 50' · S.G. Lee 19', 65' · S.H. Kim 40' · O.K. Kim 42' · G.D. Park 82' | 7:0(4:0)Raport | Stany Zjednoczone | Mungyeong Civic Stadium, Mungyeong Sędzia: Nicolas Rainville |
|                                    | |                |                   |                                                              |

| 30 września 2015 15:00 (UTC+09:00) | Algieria · Maâmar Youcef 78' · Lamine Abid 88' | 2:1(0:1)Raport | Katar · Diallo 13' | Mungyeong Civic Stadium, Mungyeong Sędzia: Christian Palavicino |
|                                    |                                                |                |                    |                                                                 |

| 2 października 2015 11:00 (UTC+09:00) | Katar · Ali 48' | 1:0(0:0)Raport | Stany Zjednoczone | Andong Citizen Ground, Andong Sędzia: Marcelo de Lima Henrique |
|                                       |                 |                |                   |                                                                |

| 2 października 2015 15:00 (UTC+09:00) | Algieria · Maâmar Youcef 17', 62' · Mohamed Belhadi 44' · Faouzi Yaya 80' · Okacha Hamzaoui 90+2' | 5:0(2:0)Raport | Stany Zjednoczone | Andong Citizen Ground, Andong Sędzia: Mahmoud Ashour |
|                                       |                                                                                                   |                |                   |                                                      |

| 4 października 2015 11:00 (UTC+09:00) | Korea Południowa · D.K. Jo 37' | 1:0(1:0)Raport | Francja | Andong Citizen Ground, Andong Sędzia: Patrick Schult |
|                                       |                                |                |         |                                                      |

| 4 października 2015 15:00 (UTC+09:00) | Katar · Ebanda 3' · Odoi 40', 68' · Ali 63', 65' | 5:1(2:1)Raport | Stany Zjednoczone · Baker 45' | Andong Citizen Ground, Andong Sędzia: Leandro de Lima e Silva |
|                                       |                                                  |                |                               |                                                               |

| 6 października 2015 11:00 (UTC+09:00) | Algieria · Abid 64' | 1:0(0:0)Raport | Francja | Yeongju Civic Stadium, Yeongju Sędzia: Mark Geiger |
|                                       |                     |                |         |                                                    |

| 6 października 2015 15:00 (UTC+09:00) | Korea Południowa · C.H. Lee 89' | 1:0(0:0)Raport | Katar | Yeongju Civic Stadium, Yeongju Sędzia: Marcelo de Lima Henrique |
|                                       |                                 |                |       |                                                                 |

| 8 października 2015 11:00 (UTC+09:00) | Stany Zjednoczone · Krueger 12' | 1:1(1:1)Raport | Francja · Magnier 3' | Sangju Civic Stadium, Sangju Sędzia: Mokhtar Amalou |
|                                       |                                 |                |                      |                                                     |

| 8 października 2015 15:00 (UTC+09:00) | Algieria · Lamine Abid 10' · Mohamed Benkablia 42' · Okacha Hamzaoui 89' | 3:2(1:0)Raport | Korea Południowa · Y. Lee 54' · J.P. Park 74' (k) | Sangju Civic Stadium, Sangju Sędzia: Patrick Schult |
|                                       |                                                                          |                |                                                   |                                                     |

### Grupa B
| Zespół   | Pkt | M | W | R | P | Br+ | Br− | +/− |
| -------- | --- | - | - | - | - | --- | --- | --- |
| Oman     | 9   | 4 | 3 | 0 | 1 | 18  | 3   | +15 |
| Egipt    | 9   | 4 | 3 | 0 | 1 | 14  | 4   | +10 |
| Brazylia | 9   | 4 | 3 | 0 | 1 | 6   | 3   | +3  |
| Gwinea   | 3   | 4 | 1 | 0 | 3 | 4   | 14  | −10 |
| Kanada   | 0   | 4 | 0 | 0 | 4 | 1   | 19  | −18 |

| 30 września 2015 11:00 (UTC+09:00) | Kanada | 0:3(0:1)Raport | Brazylia · Santos de Almeida 30', 48' · Costa da Silva 53' | Andong Citizen Ground, Andong Sędzia: Khamis Al-Kuwari |
|                                    |        |                |                                                            |                                                        |

| 30 września 2015 15:30 (UTC+09:00) | Oman · Abdulaziz Al-Muqbali 19', 49', 59', 62' · Said Obaid Al-Abdul Salam 25' · Al Abd Al Nofli 45+1' | 6:1(3:0)Raport | Gwinea · Fernandez 55' | Andong Citizen Ground, Andong Sędzia: Mark Geiger |
|                                    | |                |                        |                                                   |

| 2 października 2015 11:00 (UTC+09:00) | Gwinea · Sylla 33' | 1:6(1:3)Raport | Egipt · Aly 6' · Temsah 12' · Salama 16', 28', 52' · Mohamed 90' | Mungyeong Civic Stadium, Mungyeong Sędzia: Badr Nlamkaddem |
|                                       |                    |                |                                                                  |                                                            |

| 2 października 2015 15:00 (UTC+09:00) | Brazylia | 0:2(0:0)Raport | Oman · Said Obaid Al-Abdul Salam 58' · Said Al-Dhabouni 90+3' | Mungyeong Civic Stadium, Mungyeong Sędzia: Mokhtar Amalou |
|                                       |          |                |                                                               |                                                           |

| 4 października 2015 11:00 (UTC+09:00) | Egipt · Aly 21', 75' · El-Sayed 23' · Salah 84', 90+1' | 5:0(2:0)Raport | Kanada | Mungyeong Civic Stadium, Mungyeong Sędzia: Nicolas Rainville |
|                                       |                                                        |                |        |                                                              |

| 4 października 2015 15:00 (UTC+09:00) | Gwinea | 0:1(0:0)Raport | Brazylia · Fidelis de Paula 72' | Mungyeong Civic Stadium, Mungyeong Sędzia: Christian Palavicino |
|                                       |        |                |                                 |                                                                 |

| 6 października 2015 11:00 (UTC+09:00) | Egipt · Salam 41' · Asaad Al-Yahmadi 62' (s) | 2:1(1:0)Raport | Oman · Abdulaziz Al-Muqbali 52' | Sangju Civic Stadium, Sangju Sędzia: Badr Nlamkaddem |
|                                       |                                              |                |                                 |                                                      |

| 6 października 2015 15:00 (UTC+09:00) | Kanada · Chambers 36' | 1:2(1:1)Raport | Gwinea · Fernandez 16' · I.K. Camara 46' | Sangju Civic Stadium, Sangju Sędzia: Mohammed Al-Hakim |
|                                       |                       |                |                                          |                                                        |

| 8 października 2015 11:00 (UTC+09:00) | Brazylia · Rosendo Patriota 38', 57' | 2:1(1:1)Raport | Egipt · Shadid 2' | Yeongju Civic Stadium, Yeongju Sędzia: Mohammed Al-Hakim |
|                                       |                                      |                |                   |                                                          |

| 8 października 2015 15:00 (UTC+09:00) | Oman · Ahmed Al-Mukhaini 8', 17' · Khamis Daiq 35' · Ismail Al-Ajmi 43', 64' · Basil Al-Rawahi 47' · Said Al-Dhabouni 53' · Yaruk 55' (s) · Abdulaziz Al-Muqbali 78' | 9:0(3:0)Raport | Kanada | Yeongju Civic Stadium, Yeongju Sędzia: Mahmoud Ashour |
|                                       | |                |        |                                                       |

## Faza pucharowa

### Finał
| 10 października 2015 15:00 (UTC+09:00) | Algieria · Oussama Darfalou 105+1', 112' | 2:0 (dogr.) (0:0)Raport | Oman | KAFAC Sports Complex, Mungyeong Sędzia: Mark Geiger |
|                                        |                                          |                         |      |                                                     |

### Mecz o 3. miejsce
| 10 października 2015 11:00 (UTC+09:00) | Korea Południowa · D.Y. Kim 64', 88' · C.H. Lee 72' | 3:2(0:2)Raport | Egipt · Mohamed 33' · Temsah 37' | Sangju Civic Stadium, Sangju Sędzia: Leandro de Lima e Silva |
|                                        |                                                     |                |                                  |                                                              |

### Mecz o miejsce 5-6
| 10 października 2015 15:00 (UTC+09:00) | Katar · Abdallah 35' · Odoi 43' · Ali 90+1' | 3:2(2:1)Raport | Brazylia · Gusma do Nascimento 42', 84' | Sangju Civic Stadium, Sangju Sędzia: Nicolas Rainville |
|                                        |                                             |                |                                         |                                                        |

### Mecz o miejsce 7-8
| 10 października 2015 11:00 (UTC+09:00) | Gwinea · S. Camara 67' | 1:2(1:0)Raport | Francja · Oggad 19' · Dumontant 36' | Yeongju Civic Stadium, Yeongju Sędzia: Khamis Al-Kuwari |
|                                        |                        |                |                                     |                                                         |

### Mecz o miejsce 9-10
| 10 października 2015 15:00 (UTC+09:00) | Stany Zjednoczone · Brown 45', 111' · Schinelli 83' | 3:2 (dogr.) (1:2)Raport | Kanada · Copoc 9' · Brown 34' (k) | Yeongju Civic Stadium, Yeongju Sędzia: Ousmane Jacob Camara |
|                                        |                                                     |                         |                                   |                                                             |

## Klasyfikacja końcowa
| złoto                          | Algieria          | 15 | 6   | 11 |
| srebro                         | Oman              | 9  | 2   | 9  |
| brąz                           | Korea Południowa  | 12 | 2   | 19 |
| 4.                             | Egipt             | 9  | 1   | 7  |
| Wyeliminowane w fazie grupowej |                   |    |     |    |
| 5.                             | Katar             | 9  | 1   | 10 |
| 6.                             | Brazylia          | 9  | 2   | 8  |
| 7.                             | Francja           | 4  | −2  | 3  |
| 8.                             | Gwinea            | 3  | −11 | 5  |
| 9.                             | Stany Zjednoczone | 4  | −15 | 5  |
| 10.                            | Kanada            | 0  | −19 | 3  |